# Константин Балабанов
Константин Алексеевич Балабанов (на украински: Костянтин Олексійович Балабанов) е украински футболист, нападател. През 2004 г. играе в Националният отбор по футбол на Украйна.
Роден е на 13 август 1982 г. в град Килия. Постъпва като студент в Национален университет „Одеска юридическа академия“.